# Excelo
 (mars 2025).
L'article doit être relu — et modifié si nécessaire — par des contributeurs indépendants pour apporter un regard critique aux contributions effectuées en violation des conditions d'utilisation de Wikipédia, tant sur la forme (notamment concernant le style encyclopédique, la proportionnalité) que sur le fond (la neutralité de point de vue, la qualité et l'indépendance des sources).
Excelo est une marque marocaine spécialisée dans la fabrication et la distribution de biscuits, gaufrettes et gâteaux. Filiale du groupe Anouar Invest, l’entreprise s’est imposée comme un acteur incontournable du marché de la confiserie au Maroc.

## Historique
Fondée en 2005 par le groupe Anouar Invest, Excelo a connu une expansion rapide sur le marché marocain. En quelques années, elle est devenue l’un des principaux producteurs de biscuits du pays, représentant environ 27 % du marché en 2016.
En 2019, Best Biscuits Maroc, la société derrière Excelo, a annoncé une stratégie d’expansion pour renforcer sa présence dans les grandes surfaces et les épiceries de proximité.
En 2022, un investissement de 100 millions de dirhams a été lancé pour moderniser et agrandir les infrastructures de production, avec pour objectif d’augmenter la capacité de fabrication et de diversifier la gamme de produits. Cette même année, le groupe a inauguré l’agrandissement de son usine Best Biscuits Maroc en présence du ministre marocain de l’Industrie et du Commerce.

## Produits
Excelo commercialise une large gamme de produits sucrés :
- Biscuits : Une des gammes les plus populaires est la ligne "King Cookies", des biscuits au chocolat avec des éclats de pépites[6].

- Gaufrettes : Notamment la gamme "Genova", qui a fait l'objet de campagnes promotionnelles avec des offres de recharge internet mobile[7].

- Gâteaux : Une autre ligne de produits phare est "Momo", disponible en plusieurs saveurs[8].

## Présence sur le marché
Excelo est principalement implantée au Maroc, où elle bénéficie d’une forte reconnaissance auprès des consommateurs. L’entreprise a su développer une large distribution à travers les supermarchés, les épiceries de quartier et les enseignes de grande distribution.

## Développements récents
En 2024, Anouar Invest a converti une ancienne usine d’accessoires automobiles à Had Soualem en une nouvelle unité de production de biscuits, appelée Modern Biscuit Factory. Cette transformation vise à accroître la capacité de fabrication et à répondre à la demande croissante des consommateurs pour des produits locaux et innovants.